# Isola di Kotlin
L'isola di Kotlin (in russo Котлин?, in finlandese Retusaari, in svedese Reitskär) è un'isola russa, bagnata dal mar Baltico.
Amministrativamente fa parte del Kronštadtskij rajon della città federale di San Pietroburgo, nel Distretto Federale Nordoccidentale, dal nome di Kronštadt, cittadina che vi sorge.

## Geografia
L'isola è situata tra la baia della Neva e il golfo di Finlandia, nella parte orientale del mar Baltico. Dista dalla terraferma, nel punto più vicino nei pressi di Lomonosov, circa 5 km. Kotlin forma un triangolo allungato, orientato in direzione nordovest-sudest, con la base rivolta a San Pietroburgo, e divide in due l'ingresso della baia della Neva. Misura circa 12,1 km di lunghezza e 3,4 km di larghezza massima al centro. Raggiunge un'altezza massima di soli 1,6 m s.l.m.
Sull'isola sono presenti alcuni piccoli laghi e zone umide. Le acque che la circondano dividono la baia in due canali percorribili; quello a nord però è punteggiato di banchi marini e piccoli scogli che si allungano fino a capo Lisij Nos (мыс Лисий Нос) sulla terraferma e rendono pericolosa la navigazione; a sud invece le acque sono più libere, seppur ristrette dalla lingua di terra che si protende dall'estremità di Kotlin di fronte a Lomonosov, per via del canale scavato nelle secche tra il 1975 e 1985. Proprio qui passano la maggior parte delle imbarcazioni dirette a San Pietroburgo. Per via degli scogli e delle secche, sull'isola e nelle acque costiere sono presenti alcuni fari e numerose luci di segnalazione.
Nella parte orientale di Kotlin sorge la città fortificata di Kronštadt. La diga di San Pietroburgo, costruita per prevenire le alluvioni (dovute alle tempeste marine tra il golfo di Finlandia e la baia della Neva), collega l'isola a Sestroreck a est e a Lomonosov a sud.
A cinque chilometri ad ovest dell'isola, su uno scoglio artificiale, si trova il faro di Tolbuchin.

## Storia
Kotlin si trova sulla via variago-greca, la via di comunicazione che univa la Scandinavia a Costantinopoli attraversando tutta l'Europa orientale, da San Pietroburgo a Kiev. È menzionata per la prima volta in un contratto tra Velikij Novgorod con la lega anseatica del 1269, nel quale si evince che il principe Jaroslav Jaroslavič e l'ambasciatore Heinrich Villenpunde di Lubecca furono accompagnati per un incontro nella città di Kotlinga, sull'omonima isola. I mercanti già da tempo utilizzavano barche fluviali per i commerci tra l'isola, attraverso la Neva e il Volchov, e il lago Il'men'.
Il trattato di Nöteborg del 1323 sancì il possesso congiunto di Kotlin tra il Regno di Svezia e la Repubblica di Novgorod. Con il trattato di Teusina del 1595, il confine tra i due stati tagliava l'isola su una linea che andava da Malaja Ižora (sul lato sud della baia della Neva) a Sestroreck (sul lato nord). Con la pace di Stolbovo del 1617, che pose fine alla guerra d'Ingria, Kotlin passò interamente alla Svezia.

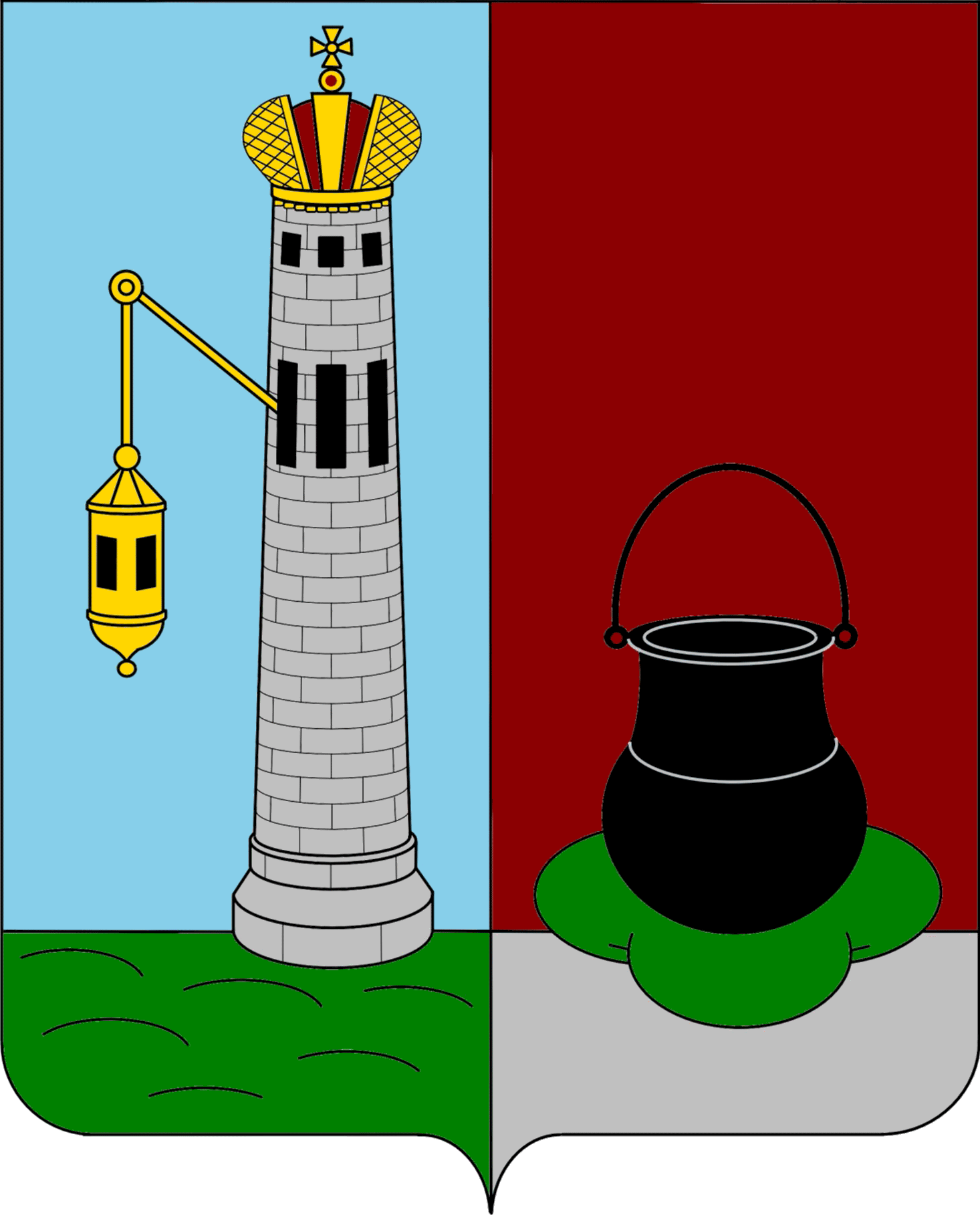
Stemma di Kronštadt con la leggendaria pentola sulla destra.

Il nome deriverebbe da una leggenda, secondo la quale gli svedesi nei pressi del punto di sbarco abbandonarono in tutta fretta l'isola, lasciando una pentola sul fuoco. Questa leggendaria pentola (котёл, kotël in russo) è oggi rappresentata sullo stemma di Kronštadt. Un'altra ipotesi, che si rifà sempre al sostantivo kotël, vuole che il nome Kotlin derivi dal fatto che, sulle antiche mappe, la parte terminale del golfo di Finlandia ricordi appunto una pentola.
Nel 1703 Pietro I di Russia fece costruire la fortezza di Kronšlot sulle secche a sud dell'isola, per impedire ai nemici una facile via d'accesso al fiume Neva e alla capitale San Pietroburgo appena creata. L'anno dopo entrarono in funzione altre due batterie per rafforzare l'isola.
Verso l'inizio del XX secolo, i nemici incontravano una fortezza potente e in seguito Kronštadt continuò ad essere ammodernata con le ultime conquiste della scienza bellica: 17 isole artificiali con batterie e fortificazioni su entrambe le sponde della baia.
Tra il 1920 e il 1930 sull'isola l'istituto di veterinaria e zootecnica di Leningrado effettuò esperimenti di biologia militare: ricerche su agenti infettivi per uomini e animali. Tra gli altri, furono utilizzati anche i batteri della peste.